# Germani corporis custodes
I Germani corporis custodes (in italiano: guardia del corpo germanica), numerus Batavorum,, cohors Germanorum o Guardia imperiale germanica erano un'unità di guardia personale degli imperatori della dinastia giulio-claudia (30 a.C.-68 d.C.), composta da germani. Diversamente dalla guardia pretoriana, i componenti erano reclutati nelle aree più remote dell'impero, in modo che non avessero legami personali e politici con Roma o le province.

## Storia
Le origini del corpo risalgono al periodo delle guerre civili repubblicane, quando mercenari stranieri vennero considerati più affidabili di una guardia composta da cittadini romani. Dal De Bello Gallico si apprende che già Gaio Giulio Cesare disponeva di una guardia del corpo germanica. Secondo Svetonio, Augusto arruolò una guardia reclutata tra i Calgurritani, congedati dopo la sconfitta di Antonio nel 31 a.C., mentre la guardia germanica venne mantenuta in servizio fino al disastro di Varo nel 9 d.c.. Dopo l'espulsione temporaneamente da Roma di tutti i germani, i Germani corporis custodes vennero ricostituiti da Tiberio nel 14 d.c. e inviati, insieme alla cavalleria pretoriana, in soccorso del figlio Druso a reprimere una rivolta in Pannonia. Successivamente vengono nominati dalle fonti nel 39 d.C., quando Caligola ricevette un oracolo che gli comandava di reclutare più uomini per il suo numerus Batavorum. Ciò gli fornì il pretesto per condurre una spedizione in Germania Magna e reprimere il complotto di un comandante locale, Getulico. Quando Caligola venne assassinato dai pretoriani nel 41 d.C., furono i suoi batavi a scatenare la caccia agli assassini nei palazzi imperiali. Furono in seguito utilizzati da Nerone nella ricerca dei membri della congiura di Pisone nel 65 d.C.. La loro lunga storia di fedeltà all'imperatore terminò nel 68 d.C., quando, insieme ai pretoriani, abbandonarono Nerone di fronte alla rivolta di Galba, per essere infine congedati definitivamente dal nuovo imperatore. Sarà poi Traiano a reclutare una nuova guardia imperiale privata, gli Equites Singulares Augusti.

## Organizzazione
Contrariamente ai pretoriani, i Germani corporis custodes erano un'unità privata. Inoltre, prima del regno di Claudio, altri membri della famiglia imperiale e addirittura uno dei principali generali di Augusto, Tito Statilio Tauro, disponevano di proprie guardie del corpo germaniche. L'utilizzo dei germani, con le loro barbe irsute, la loro enorme statura e la famigerata ferocia, mirava a scoraggiare gli attentatori. Sembra che originariamente venissero arruolate tra le tribù batave del Basso Reno al servizio delle legioni di Augusto, ai tempi del secondo triumvirato. Batavi e Ubi sono le tribù del Basso Reno che più frequentemente sono nominate delle iscrizioni funerarie a Roma. Il reclutamento continuò ad essere effettuato direttamente in Germania e Gallia, senza che questi individui ottenessero mai la cittadinanza romana. Lo stesso succedeva per i loro ufficiali. Le fonti letterarie mostrano che Caligola e Nerone impiegarono anche gladiatori in questo ruolo.
I germani servivano come forza di fanteria quando operava a guardia dei palazzi imperiali, mentre agivano come cavalleria quando accompagnavano l'imperatore nelle campagne belliche. Erano organizzati come una unità regolari ausiliarie dell'esercito romano. Gli ufficiali erano chiamati decurioni, come nelle altre unità di cavalleria romana, ma a differenza di queste comandavano probabilmente ognuno una decuria di 30 soldati invece che una turma. Un'iscrizione menziona un optio, un grado di fanteria, che designava probabilmente il secondo nella catena di comando della decuria. Inoltre sembra che non vi fosse un comandante unico di tutta la guardia, ma piuttosto i decurioni a rotazione assumevano per un certo periodo il comando della guardia a palazzo o sul campo. Il numero totale di decurie è sconosciuto, ma la designazione dei germani come coorte, ai tempi di Nerone, suggerisce una forza di circa 500 uomini, come sotto il principato di Augusto. I quartieri della guardia si trovavano Trastevere.